# Vícenice (Klatovy)
Vícenice jsou malá vesnice, část města Klatovy ve stejnojmenném okrese v Plzeňském kraji. Nachází se asi 5,5 kilometru severně od Klatov.  Vícenice leží v katastrálním území Vícenice u Klatov o rozloze 1,63 km².

## Historie
První písemná zmínka o vesnici pochází z roku 1348.

## Obyvatelstvo
| Rok            | 1869 | 1880 | 1890 | 1900 | 1910 | 1921 | 1930 | 1950 | 1961 | 1970 | 1980 | 1991 | 2001 | 2011 | 2021 |
| -------------- | ---- | ---- | ---- | ---- | ---- | ---- | ---- | ---- | ---- | ---- | ---- | ---- | ---- | ---- | ---- |
| Počet obyvatel | 111  | 115  | 128  | 134  | 133  | 129  | 154  | 130  | 124  | 117  | 103  | 93   | 90   | 79   | 108  |
| Počet domů     | 17   | 19   | 19   | 19   | 20   | 20   | 29   | 32   | 32   | 31   | 27   | 37   | 37   | 38   | 43   |

## Obecní správa
Při sčítání lidu v letech 1850–1920 Vícenice byly osadou obce Štěpánovice v okrese Klatovy. V letech 1921–1975 byly samostatnou obcí v okrese Klatovy. Od 1. července 1975 do 29. dubna 1976 byly částí obce Točník v okrese Klatovy. Od 30. dubna 1976 jsou částí města Klatovy ve stejnojmenném okrese.

## Pamětihodnosti
- kaple svatého Jana Nepomuckého na návsi

## Galerie

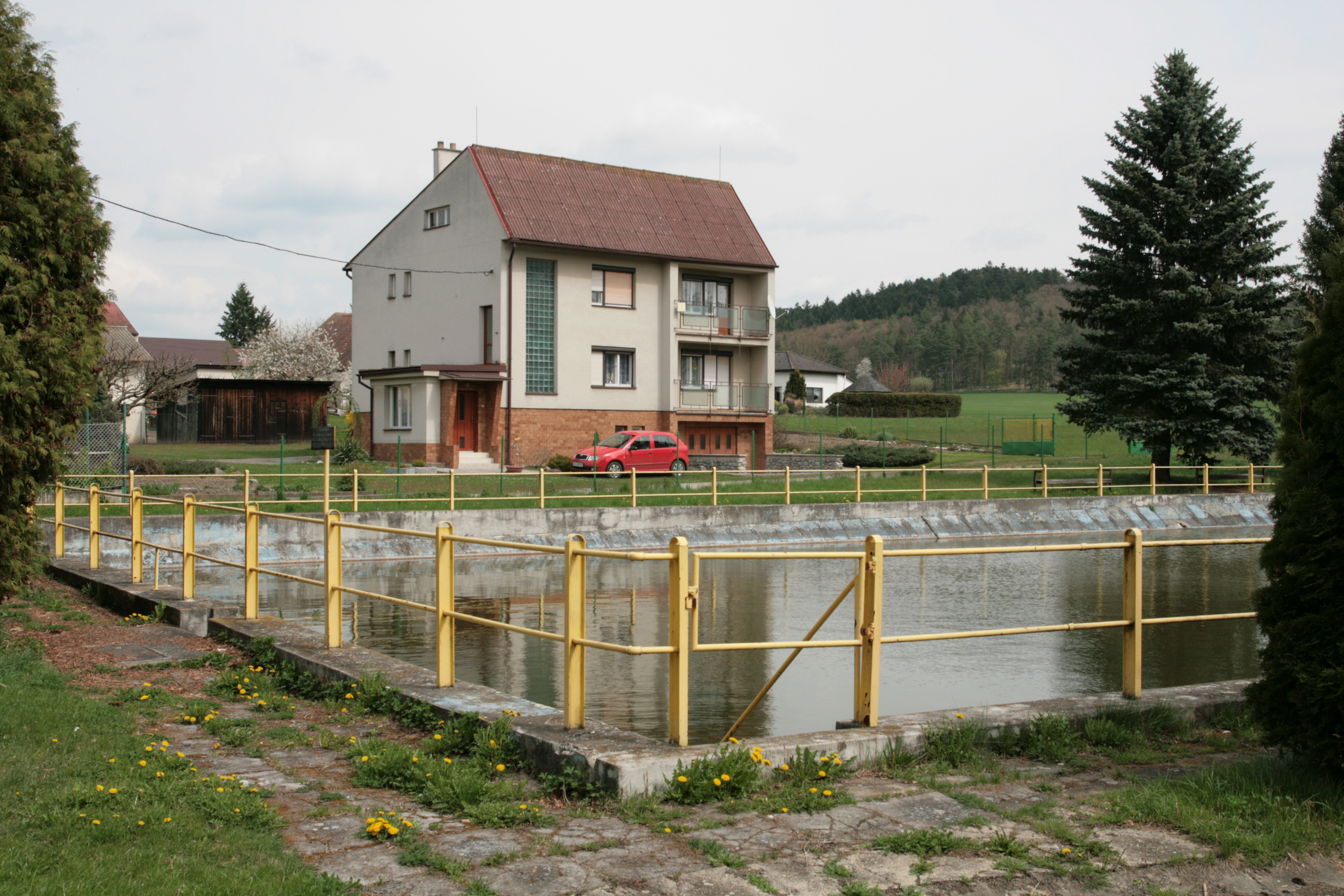
Nádrž
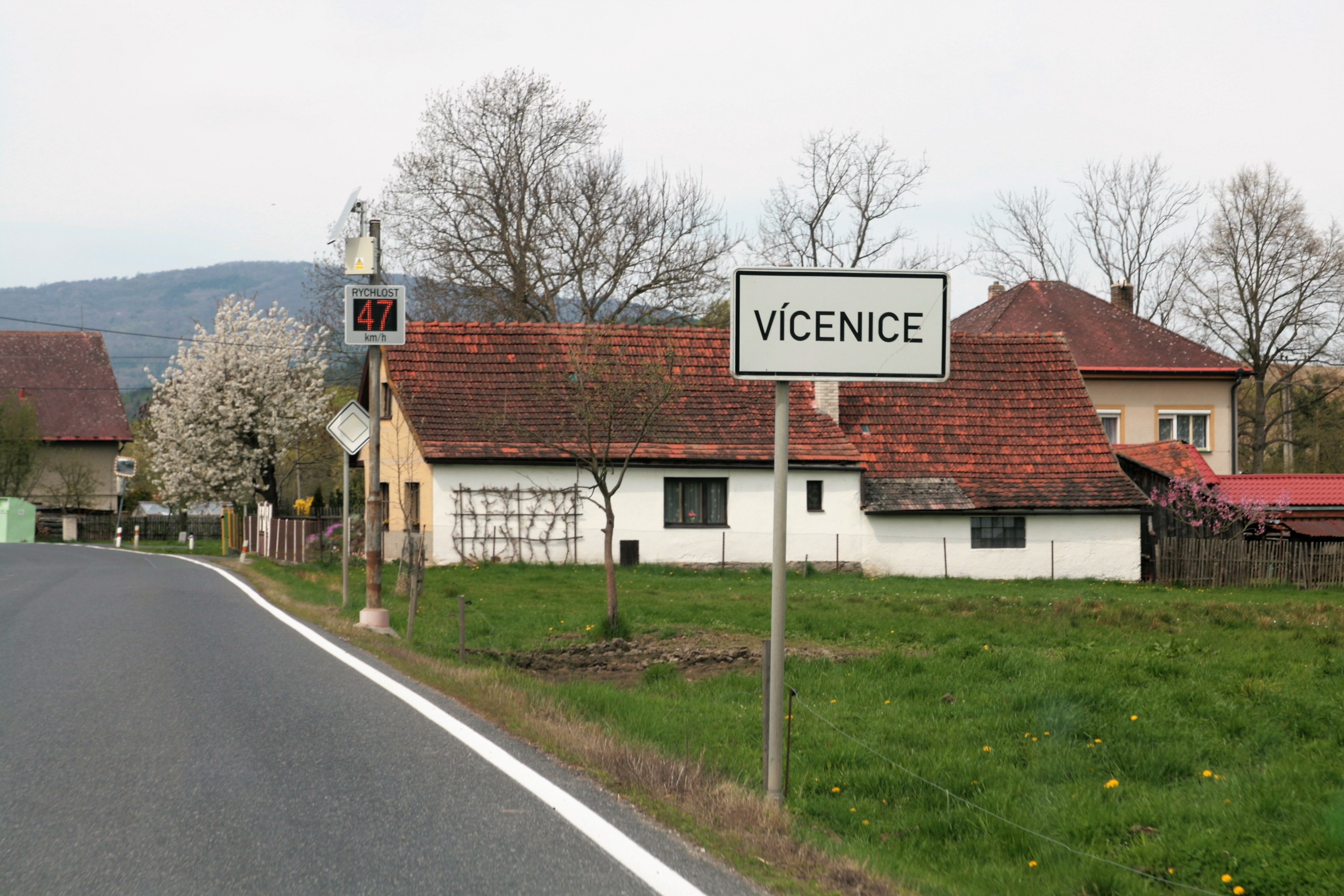
Začátek obce
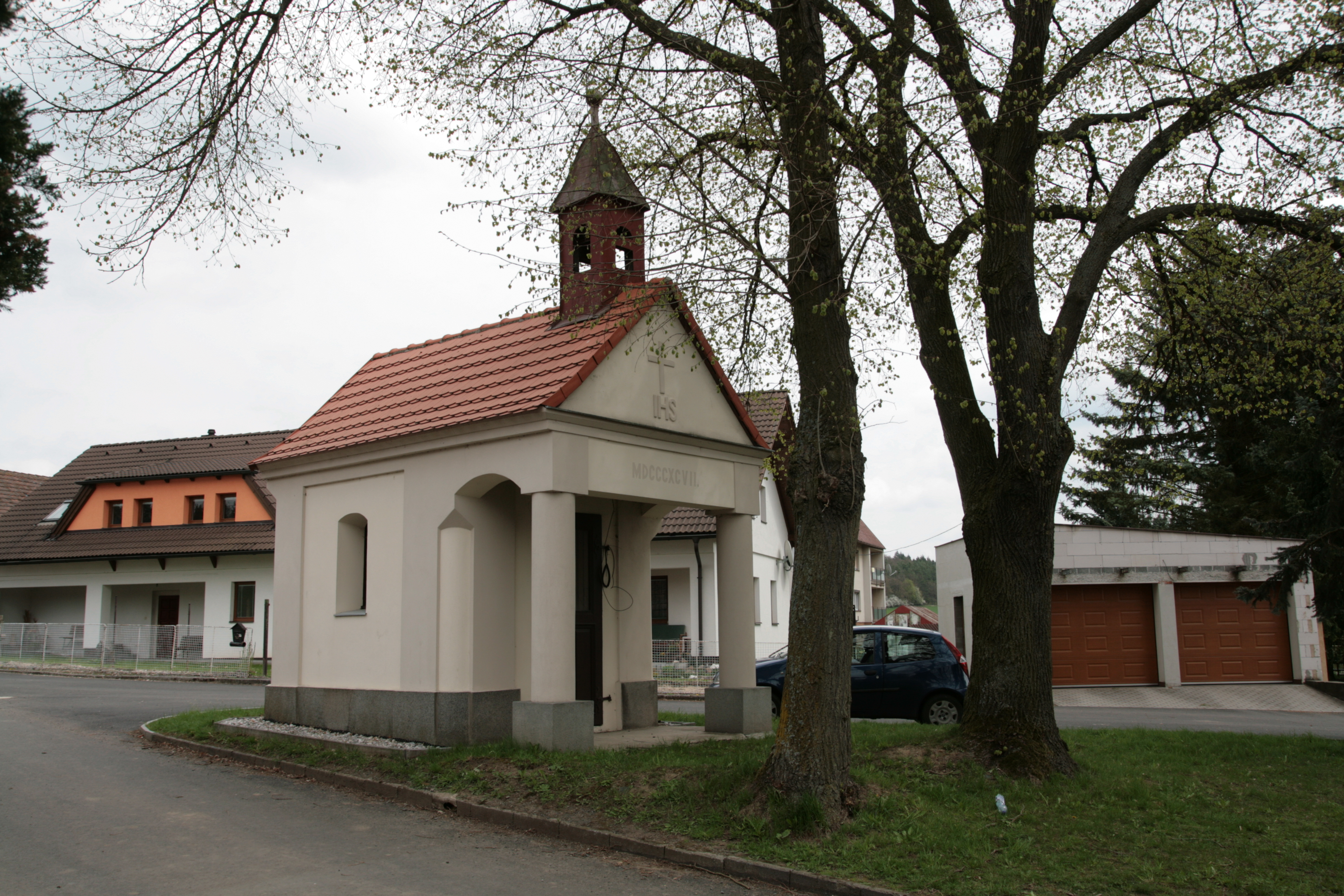
Kaple